# II. Margit dán királynő
II. Margit (teljes születési nevén dánul: Margrethe Alexandrine Þórhildur Ingrid; Koppenhága, 1940. április 16. –) Dánia királynője és a Dán Védelmi erők főparancsnoka 1972–2024 között.
1940-ben született IX. Frigyes dán király és Ingrid királyné legidősebb gyermekeként. 1953-ban lett apja örököse, amikor is egy alkotmánymódosítással lehetővé tették a trónöröklést női ágon. Végül apja 1972 januárjában bekövetkezett halála után foglalta el a trónt, amivel ő lett Dánia második női uralkodója I. Margit, a skandináv királyságok kalmari unió idején való királynője után. 1967-ben házasságra lépett Henri de Laborde de Monpezat francia gróffal, akitől két fia született: Frigyes dán király és Joakim herceg.
A királynő ismert régészet iránti szenvedélyéről: számos ásatáson vett már részt, többek között Olaszországban, Egyiptomban, hazájában, és Dél-Amerikában is. Ezt a szenvedélyét nagyapjától, VI. Gusztáv Adolf svéd királytól örökölte, akivel 1962-ben közösen is részt vettek egy régészeti feltáráson Etruriában.
Margit királynő ezidáig[mikor?] 42 hivatalos állami látogatást fogadott, ő maga pedig 55 külföldi állami látogatáson vett részt. Többek között személyének is köszönhető, hogy a monarchia támogatottsága hazájában folyamatosan magas, 82% körüli, ahogyan személyes népszerűségi indexe is.
II. Erzsébet brit királynő 2022. szeptember 8-i halála óta ő volt a világ leghosszabb ideig hivatalban lévő női államfője. 2023. december 31-i szilveszteri beszéde részeként bejelentette, hogy trónra lépésének 52. évfordulóján, 2024. január 14-én lemond a trónról, amellyel a hivatalos feladatok fiára, Frigyes trónörökösre szállnak át. A lemondás után is megtartja az „Őfelsége” (Hendes Majestæt) címet.

## Pályafutása
Margit – bár a koronahercegnek (a későbbi királynak) legidősebb gyermeke volt – nem trónörökösnek született. Az 1850-es években elfogadott örökösödési törvények értelmében Dánia trónját csak férfiak foglalhatták el. Mivel Margitnak nem született fivére, a trón várományosa nagybátyja, Knut volt.
Az alkotmány módosítására tett kísérletek 1947-ben kezdődtek, amikor nyilvánvalóvá vált, hogy Ingrid királynénak nem lehet több gyermeke. Ekkor Knud herceg, Margit nagybátyja volt a trónörökös, ám IX. Frigyes és lányainak népszerűsége, valamint a dán nők kiemelkedő szerepe a mindennapokban sikeresen elindította a bonyolult módosítási folyamatot. Az előterjesztést az 1950-es parlamenti választások miatt egymás után két kormánynak is el kellett ismertetnie, ezután pedig népszavazással is hitelesíteni kellett, amit 1953. március 27-én tartottak meg. Az új örökösödési törvény lehetővé tette a dán trón nőági öröklését is, hasonlóan az Egyesült Királyságban alkalmazott modellhez. Ennek értelmében Margit hercegnő lett a trónörökös.
Margit 1955. április 1-jén az evangélikus kereszténységben konfirmált a Fredensborg palotában. Tizennyolcadik születésnapján, 1958. április 16-án helyet kapott a Dán Államtanácsban, melynek ülésein a király távollétében ő elnökölt.
Tanulmányait a Koppenhágai Egyetemen kezdte meg, ahol politológiát és filozófiát is tanult. 1960-ban és 1961-ben őskori régészetre járt a Cambridge-i Egyetemen, 1961–62-ben az Aarhusi Egyetemen, 1963-ban a Sorbonne-on, 1965-ben pedig a London School of Economicson politikatudományt hallgatott. Fiatalkorában több közel-keleti ásatáson is részt vett, és a hatvanas évek közepe táján körbeutazta a világot. Később a Dán Királyi Légierőnél is szolgált.
1965-ben, Londonban egy hivatalos vacsora során ismerkedett meg Henri de Laborde de Monpezat gróf francia diplomatával, akivel 1967. június 10-én, Koppenhágában házasságot kötött. Az esküvő helyszíne a Holmens Kirke, a lakodalomé pedig a Fredensborg palota volt. Férje az „Őfelsége Henrik, Dánia hercege” címet kapta meg, és hamar közkedvelt lett a dánok körében.
IX. Frigyes 1972. január 14-én halt meg. A hercegnő II. Margit néven még aznap trónra lépett, így ő lett Dánia második királynője, és az első, aki az új örökösödési törvény szerint lett uralkodó. A királynő hatalmas népszerűségnek örvend, rendkívül sokoldalú személy. Istentiszteleti ruhákat és oltárterítőket hímez, postabélyegeket tervez, és J. R. R. Tolkien A Gyűrűk Ura című művéhez is készített illusztrációkat. A királynő gyakran utazik, a teleket általában Norvégiában tölti Szonja norvég királyné társaságában, nyaranként pedig Franciaországban vagy a Fredensborg palotában időzik. 1987-ben látogatást tett Magyarországon is.
2023. december 31-én a televíziós újévi köszöntő beszédében bejelentette, hogy lemond a trónról, és koronázásának 52. évfordulóján, 2024. január 14-én távozik a királyság éléről.

## Utódai
Férjétől, Henri de Laborde de Monpezat francia gróftól két gyermeke született:
| Név                   | Születés                  | Házastárs                                     | Házastárs                  | Gyermekeik                                                                       |
| --------------------- | ------------------------- | --------------------------------------------- | -------------------------- | -------------------------------------------------------------------------------- |
| X. Frigyes dán király | 1968. május 26. (56 éves) | 2004. május 14.                               | Mary Donaldson             | - Keresztély koronaherceg - Izabella hercegnő - Vince herceg - Jozefina hercegnő |
| Joakim dán herceg     | 1969. június 7. (55 éves) | 1995. november 18. Elváltak: 2005. április 8. | Alexandra Christina Manley | - Miklós monpezati gróf - Félix monpezati gróf                                   |
| Joakim dán herceg     | 1969. június 7. (55 éves) | 2007. október 3.                              | Marie Cavallier            | - Henrik monpezati gróf - Athena monpezati grófnő                                |

## Galéria

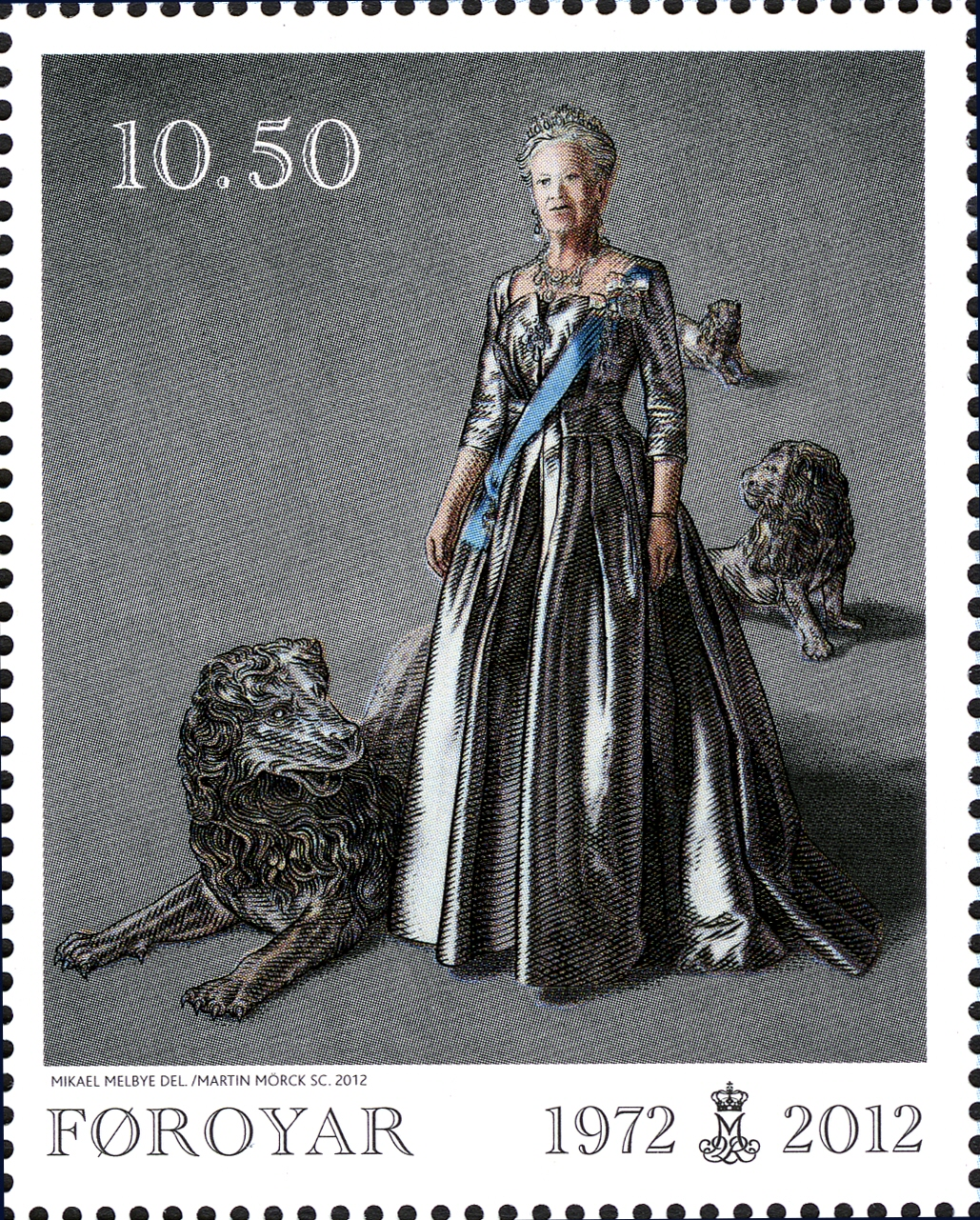
II. Margit királynő uralkodása 40. évfordulójára kibocsátott feröeri emlékbélyegen.
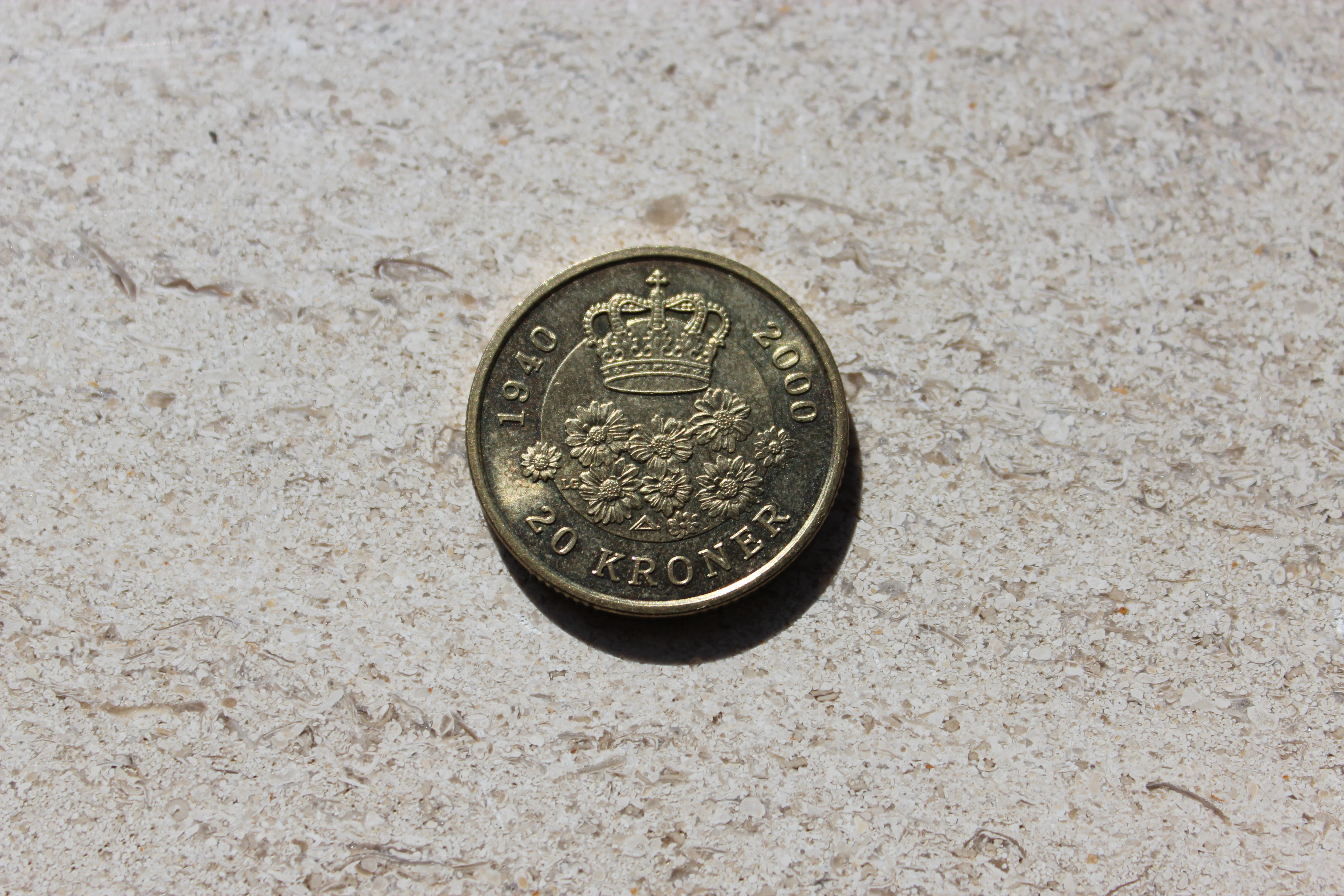
Dán 20 koronás érme emlékváltozata, melyet 2000-ben, II. Margit 60. születésnapja alkalmából bocsátottak ki.